# 伊本·奎提亚
伊本·奎提亚（Ibn al-Qūṭiyya ）(死于公元977年11月8日), born ‘Muḥammad Ibn ‘Umar Ibn ‘Abd al-Azīz ibn Ibrāhīm ibn ‘Isa ibn Mazāhim，是一位安达卢斯史家，主要作品是《征服安达卢斯史》（Ta'rikh iftitah al-Andalus），是最早记载伍麦叶王朝征服西班牙历史的阿拉伯语穆斯林之一。"伊本·奎提亚"这个名字含义是 "哥特女人的儿子（即后代）"， 作者声称自己的母系血统来自伊比利亚半岛的西哥特王国末代国王维提扎 (701年–710年)的一个孙女（假想的）——哥特的萨拉, 据说她旅游至大马士革并且嫁给了一个哈里发希沙姆的阿拉伯代理人。
奎提亚出生成长在塞维利亚。他的家族，姓阿布·伯克尔，收到古莱什部落的庇护, 他的父亲是一名塞维利亚和埃西哈的法官。Banu Hayyay，也来自塞维利亚，是他的近亲，同样声称有西哥特王室的血统。奎提亚的学生al-Faraḍī写了一篇简短的传记在他的传记词典里，在1887年突尼斯发现的一个中世纪后期手稿中保存了下来。根据他的说法，奎提亚在塞维利亚学习, 然后在科尔多瓦学习。 Al-Faraḍī称他是当时最有学问的语法家。他写了两本著名的语法书:Book on the Conjugation of Verbs 和 Book on the Shortened and Extended Alif。他的传记作者提醒道他的历史是根据记忆来写的, 而非根据圣训和伊斯兰教法，他们缺乏原始的来源、文字真实性和核实。他从Sa‘īd ibn Qāhir处听说了Muḥammad ibn Yazīd al-Mubarrad的Kāmil，并且记录传播。他死在了科尔多瓦。
或许因为他的高贵血统所带来的骄傲, 奎提亚所写的历史书中轶事比较多，这一点与其他阿拉伯编年史作家不同, 比如拉齐。 奎提亚为征服者同哥特贵族之间签订的协议而辩解，这些重要的协议保护了他们后代的财产。奎提亚强调这些协议的地位在建立伊斯兰教的统治和淡化了军事行动的效果方面发生了作用，在这方面他也与拉齐不同。他还否认了伍麦叶科尔多瓦埃米尔截留了应交给大马士革的哈里发的五一税(quinto 或者 胡姆斯税,一种税收)。他也歪曲了传统观点，传奇化了维提扎的后裔在瓜达莱特战役中的作用。Ta'rikh 只存一份手稿, 现保存于法国国家图书馆编号1867； 另一份副本可能被保存在阿尔及利亚的君士坦丁的Si Hamouda ben Cheikh el-Fakoun的众多手稿收藏之中, 可是最近研究表明似乎不太可能。